# Dactylocladius ursinus
Dactylocladius ursinus är en tvåvingeart som först beskrevs av Jean-Jacques Kieffer och August Friedrich Thienemann 1919.  Dactylocladius ursinus ingår i släktet Dactylocladius och familjen fjädermyggor.
Artens utbredningsområde är Norge. Inga underarter finns listade i Catalogue of Life.